# Ylinen Siururivier
De Ylinen Siururivier (Zweeds: Ylinen Siurujoki) is een rivier die stroomt in de Zweedse gemeente Kiruna. De rivier ontstaat op de noordelijke hellingen van de Siuru en stroomt naar het noorden weg. Ze buigt al snel naar het oosten en mondt samen met de Alanen Siururivier bij Övre Soppero uit in de Lainiorivier. De Ylinen (bovenste) Siururivier ligt het meest noordelijk van de twee. De Ylinen Siururivier is circa 30 kilometer lang.
Afwatering: Ylinen Siururivier → Lainiorivier → Torne → Botnische Golf